# Amblypsilopus zhejiangensis
Amblypsilopus zhejiangensis är en tvåvingeart som beskrevs av Yang 1997. Amblypsilopus zhejiangensis ingår i släktet Amblypsilopus och familjen styltflugor. Inga underarter finns listade i Catalogue of Life.